# Dana Ranga
Dana Ranga (n. 1964, București, România) este o poeta și regizoare română, care în prezent trăiește și lucrează la Berlin.

## Viața
Dana Ranga s-a născut în 1964 în București. Inițial, ea a studiat medicina la Universitatea de Medicina si Farmacie „Carol Davila”. După ce a plecat la Berlin, a studiat jurnalismul, arta, istoria și teoria filmului la Universitatea Liberă din Berlin. Ea lucrează acum în Berlin ca poeta și regizoare de film. 
A debutat cu filmul East Side Story (1997), care a primit un premiu la Festivalul de Filme Documentare de la Marseille în anul 1998. Filmul documentar Story (2003), despre astronautul Story Musgrave, a primit premii la festivaluri de film din Marsilia (2003), Leipzig (2003) și Houston (2004). Ulterior, Dana Ranga a produs documentarul Cosmonaut Polyakov (2007), partea a doua a trilogiei spațiale. Acest film a câștigat premiul festivalului É Tudo Verdade din São Paulo, Brazilia în anul 2008. Trilogia a fost finalizată în 2012 cu „I Am in Space”, avându-l ca protagonist pe astronautul francez al ESA, Jean-François Clervoy.

## Filmografie
- 1997: East Side Story (regizor, scenariu)
- 2003: Story (regizor, scenariu)
- 2007: Cosmonaut Polyakov (regizor, scenariu, editor)
- 2009: Oh, Adam (regizor, scenariu, editor)
- 2012: I Am in Space (regizor, scenariu, editor)

## Premii
- 2014: Premiul Adelbert von Chamisso